# Curionópolis
Curionópolis é um município brasileiro do estado do Pará. Localiza-se estatisticamente na Região Geográfica Intermediária de Marabá e na Região Geográfica Imediata de Parauapebas. Possui uma população estimada de 17 846 habitantes distribuído em 2.369 km² de extensão territorial.
O município é notório por abrigar o distrito de Serra Pelada, que foi o local de operações do maior garimpo a céu aberto do mundo, durante a década de 1980.

## Etimologia
A etimologia do topônimo "Curionópolis" foi dado a localidade em 1981 pelos moradores em homenagem ao major Sebastião Curió (contra sua vontade, de acordo com entrevista ao Projeto Rondon em 2007).
O major Curió foi um líder político indicado pelo então presidente João Figueiredo para administrar, aos moldes de um caudilho, o garimpo da região, regularizar a situação do vilarejo e organizar a futura emancipação política do mesmo. A junção dos termos "Curió" + "Polis", a grosso modo significa "Cidade do Curió". Inicialmente apelidada de "Trinta", em alusão ao referencial rodoviário, o km 30 da PA-275, em que se encontra. Chamado também pela alcunha de a “Las Vegas da Amazônia”.
O primeiro nome da sede municipal, ainda quando vilarejo, era "Serra Leste", em alusão ao acidente geográfico e a maior jazida de ouro do país com projeto de exploração definido, que estava sob trabalho de prospecção da "Rio Doce Geologia e Mineração" (Docegeo), uma subsidiária da antiga Companhia Vale do Rio Doce (CVRD), que atua na área de pesquisa mineral.

## Geografia
Localizado a uma latitude 06º06'06" sul e longitude 49º35'53" oeste, estando a uma altitude de 180 metros acima do nível do mar. O município possui uma população estimada de 18 014 habitantes (2018) distribuído em 2 369 km² de extensão territorial.
Limita-se ao norte com Marabá; a leste com Eldorado do Carajás; ao sul com os municípios de Xinguara e Sapucaia, e; a oeste com os municípios de Parauapebas e Canaã dos Carajás.

### Solos, topografia e relevo

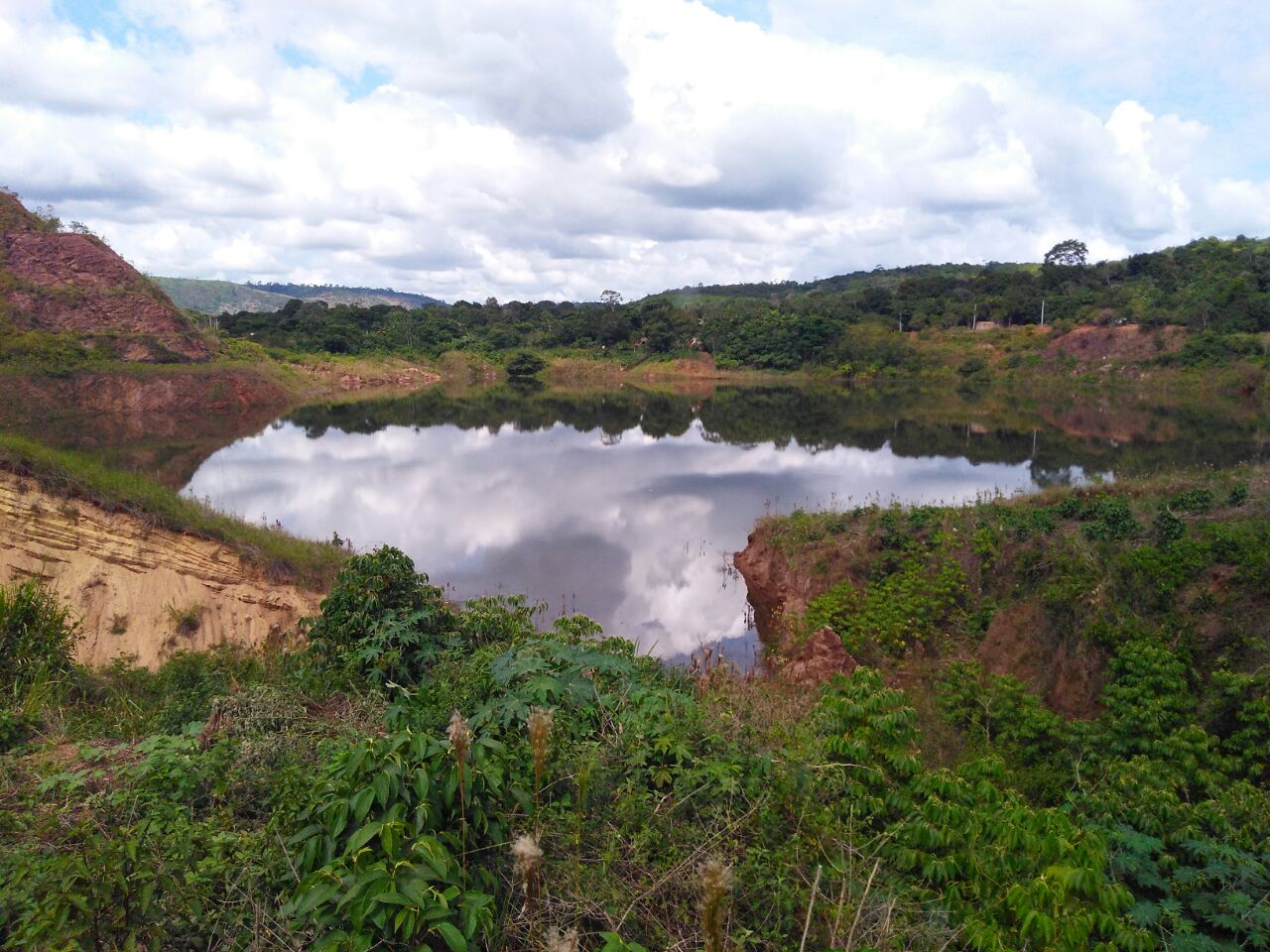
Vista total do lago da cava do garimpo de Serra Pelada, em 2017, onde anteriormente ficava a colina de Serra Pelada, o mais importante acidente geográfico do município

Os solos do seu território apresentam variações em relação à sua litologia. Predominam os solos podzólico vermelho-amarelo, textura argilosa cascalhento; litóficos distróficos, textura indiscriminada; cambissolo distrófico, textura indiscriminada; latossolo vermelho-amarelo distrófico, textura indiscriminada. Ocorrem, ainda, solos litólicos distróficos, textura indiscriminada, e afloramentos rochosos, em associações.
O território curionopolense apresenta formações rochosas de idade pré-cambriana, caracterizadas pelas unidades litoestratigráficas de natureza granito-gnaíssicamigmática, metassedimentar, com vulcanismo subordinado, vulcano-sedimentar tipo greenstone belts e predominante sedimentar. O relevo é relativamente movimentado, diversificado, com áreas serranas, colinosas, tabulares, baixos terraços e várzeas, destacando-se nas primeiras as serras do Sereno, Leste e do Rabo, pertencentes ao Complexo da Serra dos Carajás. Regionalmente, essas formas de relevo estão inseridas em duas unidades morfoestruturais denominadas de depressão periférica do sul do Pará e de planalto dissecado do sul do Pará.
Com muitos desníveis topográficos, oriundos do contraste entre as áreas baixas das várzeas e dos terraços dos rios com áreas mais elevadas de colinas, a variação altimétrica vai de 60 a 200 metros. O destaque é para a Serra do Buriti, onde se encontra elevações da ordem de 750 metros.

### Vegetação e patrimônio natural
A vegetação está representada, principalmente, pela floresta equatorial latifoliada, com variações que favorecem o aparecimento dos subtipos: floresta densa submontana em relevo aplainado e em relevo acidentado e floresta aberta latifoliada. Nas áreas desmatadas, foram plantadas pastagens destinadas à atividade pecuária. Ao longo das margens dos rios e igarapés, encontram-se pequenas faixas de floresta de galeria.
As poucas áreas ainda preservadas do município estão ameaçadas e sob forte pressão da mineração industrial, pois encontram-se nas proximidades dos projetos Serra Leste e Cristalino, havendo maior concentração nas serras do Buriti e da Estrela.

### Hidrografia
Os principais cursos d'água de Curionópolis são os rios Vermelho e o Parauapebas, que o atravessam seu território no sentido sul-norte, ambos sendo afluentes do rio Itacaiunas. O rio Vermelho tem como afluentes, pela margem esquerda, os igarapés Nova Descoberta, Refúgio, Jacú, Caical e Júlio, além do rio Sereno, que faz limite com Marabá, ao norte. Já o rio Parauapebas, tem, pela margem direita, o rio Surpresa, o riacho Rio Novo e o rio Verde; este último serve de limite oeste com o município de Parauapebas.
O principal curso d'água da sede é o rio Jacarezinho, que encontra muito antropizado, com suas águas impróprias para consumo humano.

### Clima
O clima de Curionópolis insere-se na categoria tropical semi-úmido (Aw/As), da classificação climática de Köppen-Geiger. Caracteriza-se por temperaturas anuais de 26,3 °C, apresentando a média máxima em torno de 32,0 °C e mínima de 22,7 °C; umidade relativa elevada, apresentando oscilações entre as estações mais chuvosas e mais seca, que vão de 90% a 52%, sendo a média real de 78%; o período chuvoso ocorre, notadamente, de novembro a maio, e o mais seco, de junho a outubro, estando o índice pluviométrico anual em torno de 2.000 mm anuais.

### Subdivisões
O município de Curionópolis está oficialmente subdividido em dois distritos, sendo o maior e mais populoso a sede, que corresponde principalmente à cidade de Curionópolis. O outro distrito recebe o nome de Serra Pelada, correspondendo principalmente à vila homônima.
Além dessas povoações, a municipalidade ainda compõe-se de dez aglomerados populacionais, sendo eles as de PA Alto Bonito, PA-160/Coração do Brasil, PA Moça Bonita, Vila Rica (Vila dos Maranhenses), Vila dos Pretos, Vila Curral Preto, Acampamento União do Axixá, Vila Gurita da Serra (km 16), Vila Cutianópolis e Acampamento Frei Henri des Roziers.
A sede está subdividida nos seguinte bairros: Alto da Glória, Bairro da Paz, Bandeirantes, Centro, Cofapac, Jardim Panorama, Miguel Chamon (ou Chamonlândia), Planalto, Serra Leste e Setor 31 (ou Centro II).

## História
O município surgiu de dois povoados distintos, onde um deles formado no Km 30 da rodovia estadual PA-275, antiga Rodovia Carajás, hoje é a sede de Curionópolis; o outro povoado é a Serra Pelada, formada ao pé da colina de mesmo nome. Ambos formados em 1979, a época pertenciam ao município de Marabá e somente constituíram município em 1988. Quando da emancipação, era parte do município o distrito de Eldorado (ou "Km 100"), que posteriormente formou o município de Eldorado do Carajás.
Embora os vilarejos tenham sido constituídos somente em 1979, os primeiros colonos de Curionópolis fixaram-se na região ainda em 1977, construindo as primeiras propriedades rurais da área.

### Primeiros anos e colonização
Formado basicamente por duas frentes distintas, a principal, formadora da sede, foi a vila Trinta iniciada no Km 30 da rodovia estadual PA-275. Esta vila foi fundada pelo casal João Patrocínio da Costa (ou João Mineiro) e Maria das Graças Costa, ambos trabalhadores rurais da fazenda de Sebastião Naves; como era comum a parada dos viajantes da rodovia na altura do Km 30, utilizando a residência da família Costa como um ponto de referência para alimentar-se e até mesmo dormir, o casal resolveu erguer um barracão para comercializar comida, local que aos poucos acabou por servir de referência para os garimpeiros que usavam aquele ponto da estrada para entrar clandestinamente no garimpo de Serra Pelada, já que a entrada oficial era fiscalizada rigorosamente pela Polícia Federal. Posteriormente o pioneiro João Mineiro foi homenageado com seu nome no terminal rodoviário do município, quando ainda vivo.
A segunda frente foi a formadora da Serra Pelada, e se deu em dezembro de 1979 quando um vaqueiro (ou garimpeiro) da Fazenda Três Barras, de propriedade de Genésio Silva, encontrou pedras de ouro de aluvião próximo a pés de bananeira, no riacho da Grota Rica. O garimpeiro levou as pedras até Genésio Silva, que destacou um grupo para trabalhar no local. Foi formado inicialmente um acampamento com o nome de Grota Rica, porém ao descobrirem grande quantidade de ouro em uma colina sem vegetação, apelidada de Serra Pelada, a pequena localidade passou a ter o nome de "Serra Pelada". Rapidamente a notícia do ouro foi espalhada, e no primeiro semestre de 1980 cerca de 30 mil garimpeiros já se haviam deslocado para a riquíssima área.

### Intervenção federal
A intensa migração para a área chamou atenção do governo militar, que enviou o major Sebastião Curió para servir como interventor local, indicação conseguida graças a sua experiencia durante a Guerrilha do Araguaia. Segundo informações de arquivos do governo datados de 1980, até então secretos, o extinto Serviço Nacional de Informações (SNI) preocupava-se com a jazida de ouro em Serra Pelada. Os militares acreditavam que a presença do major Curió (já cooptado como agente do CIE-SNI) seria fundamental para identificar pessoas na clandestinidade e militantes da esquerda política atraídos para o local, além de coibir o grande número de delitos e a crescente violência no local. Na região proliferava a prostituição, e em virtude da existência de grande número de bares, as brigas, tentativas de assassinatos e assassinatos multiplicavam-se.
Segundo a historiadora Tânia Silva, no período mais movimentado da economia do ouro, chegaram a existir cerca de cinco mil mulheres trabalhando em Curionópolis como prostitutas, e; o estigma da violência foi tão forte que, naquele período, as pessoas referiam-se ao vilarejo como "30 de dia e 38 à noite", numa clara alusão à violência e ao revólver calibre 38, de porte comum à época.
O major Curió ordenou a ocupação territorial na região separando as funções dos dois vilarejos, especializando o "Trinta" em centro residencial, comercial e administrativo, devendo receber as mulheres e suas famílias, tendo para isso organizado os arruamentos do local e distribuído gratuitamente títulos de posse de terrenos urbanos. O vilarejo do Trinta foi separado em dois setores, sendo o primeiro (km 30) eminentemente residencial e comercial, e o segundo (conhecido como km 31) para abrigar os prostíbulos, bares e outros comércios. No caso da Serra Pelada, o segundo vilarejo, Curió proibiu a presença de mulheres e bebidas no local, sob a justificativa de diminuir as brigas e mortes constantes.

### Auge do garimpo e decadência

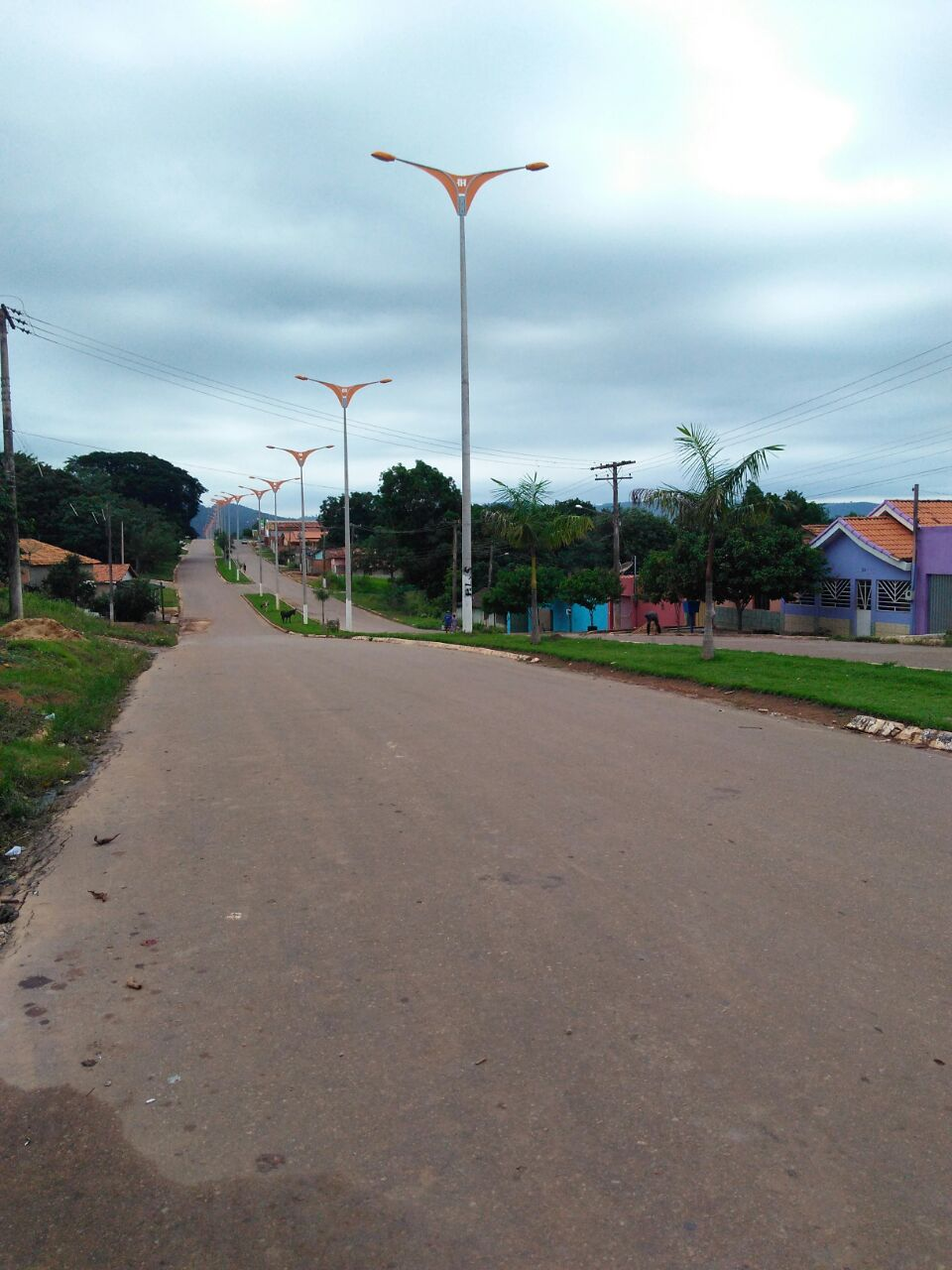
Avenida Brasil, no bairro Planalto, em dezembro de 2016

Em 1980 as atividades garimpeiras na Serra Pelada começaram seu período áureo, onde somente neste ano seriam extraídas 7 toneladas de ouro. Inevitavelmente a corrida ao ouro saiu do controle das autoridades locais, e a intervenção federal tornou-se mais intensa, com o fechamento da região do garimpo pela Polícia Federal para impedir a entrada de mais pessoas no local. Como medida para evitar a evasão e o contrabando do ouro, o governo montou na própria vila uma Caixa Econômica Federal, que seria a única compradora legalizada do metal precioso. Para coibir a entrada de mais garimpeiros ilegais, as áreas de lavra e os garimpeiros foram registrados pela Receita Federal; e a área do garimpo e da vila do Trinta (a época já com nome de Curionópolis) foi dotada de infraestrutura de Correios e de um armazém da Cobal, para que não fosse necessário o deslocamento constante de pessoas pela região.
Em 1981, os depósitos de ouro na superfície se esgotaram, sendo necessário adequar o local para prorrogar a extração manual. Neste mesmo ano a Serra Pelada passa a abrigar 80 mil garimpeiros, com a exploração caindo para 2,5 toneladas de ouro. O declínio tornou-se acentuado e, em 1984, a cava do garimpo jé alcançava 200 metros de profundidade, tornado inviável a exploração. Desde este ano a produção foi caindo até que, em 1991, extraiu-se somente 13 quilos de ouro, quando a exploração foi vetada.
A decadência da garimpagem na vila de Serra Pelada refletiu na vida econômica da região, que caiu em grande ostracismo econômico e político, observado pela grande pobreza e concentração de renda. Na segunda metade da década de 1980, a vida econômica da Vila de Curionópolis - que sobrevivia do comércio de motores, combustíveis, equipamentos, venda de alimentos, bebidas, entre outros - passou a orbitar em torno da cooperativa dos garimpeiros COOMIGASP, que é mergulhada em disputas políticas.

### Da emancipação à década de 1990
O declínio do ouro e o ostracismo econômico experimentado a partir de 1985, levou Curionópolis a se organizar no intuito de emancipar-se em relação a Marabá. A associação de moradores da vila, com o apoio da cooperativa de garimpeiros e de figuras locais influentes como o major Curió, conseguiram pleitear a realização de um plebiscito. O escrutínio mostrou um resultado superior a 90% de aprovação pela emancipação, número que viabilizou a emancipação local.
Com tal resultado, em 10 de maio de 1988, através da Lei Estadual nº 5.444, Curionópolis foi elevado à condição de município. Sua instalação ocorreu em 1 de janeiro de 1989, com a posse do prefeito Salatiel Almeida, eleito em 15 de novembro de 1988. Na data da instalação, a Vila de Curionópolis foi escolhida como sede, em detrimento da Vila de Serra Pelada e da Vila de Eldorado, por ter melhor infraestrutura que as outras últimas.
Pela Lei nº 5.687, estatuída pela Assembleia Legislativa do Estado do Pará e sancionada pelo Governador Jader Barbalho, no dia 13 de dezembro de 1991, foi criado o município de Eldorado do Carajás, com área desmembrada do município de Curionópolis. Assim, o município perdia quase metade de suas terras e população antes de completar 3 anos de instalado.
Em 1994/1995, o município sofreu com um surto de febre de oropouche, acometendo cerca de cinco mil dos seus residentes. Os sintomas clínicos incluíam febre, cefaleia, mialgias, artralgias, calafrios, tontura, dor retro-ocular e fotofobia. Foi a maior ocorrência da febre de oropouche já registrada no Brasil.
Embora sua história não seja lembrada pelo Massacre de Eldorado do Carajás, foi em Curionópolis que ocorreram os movimentos que antecederam o episódio fatídico. Em 8 de novembro de 1995, cerca de 3.000 famílias de trabalhadores sem terra — aproximadamente 15 mil pessoas — acamparam no Centro de Orientação e Formação Agropastoril de Curionópolis (Cofapac), pertencente à prefeitura e ao governo federal. Os trabalhadores cobravam a desapropriação de áreas para assentamento. Sua reivindicação foi tratada com apatia e desdém pelos órgãos responsáveis, fato que levou a ocorrer o episódio no município vizinho, no ano seguinte, com os mesmos trabalhadores que invadiram o Cofapac. O velório e o enterro dos mortos do massacre foi feito no Cemitério Municipal Recanto da Saudade. Curiosamente, quase 10 anos antes outro massacre afligiu cidadãos curionopolenses, com a morte de 9 garimpeiros da Serra Pelada que protestavam em Marabá, episódio conhecido como Massacre de São Bonifácio.
Em 1996 vários distúrbios e escaramuças foram provocados pelos garimpeiros insatisfeitos com as posições do governo de fechamento das zonas de garimpo do município, ocorrendo inclusive a invasão das áreas embargadas de mineração nos arredores da Serra Pelada, como foi o chamado "Movimento para a Derrubada do Muro do Belinho". Dado isto, é solicitado a intervenção da Polícia Federal e do Exército. No mesmo ano, em outubro, a intervenção passa a ser capitaneada pela Polícia Militar do Pará.

### Década de 2000
Em 2000 Sebastião Curió, embora tenha sido homenageado com seu nome no próprio município, é eleito pela primeira vez como prefeito. Um das suas primeiras, e mais controversas ações, foi a demissão de praticamente todo o corpo funcional de Curionópolis, inclusive concursados estáveis, sob a alegação de "estado de emergência". Em seu governo, de 2001 a 2008, haviam acusações de existência de grupos de ação contra "pessoas indesejáveis".. Seu estilo personalista. e autoritário. ao administrar a coisa pública chegou a ser comparado como o "último quinhão da ditadura militar".
No ano de 2002, Curionópolis volta ao noticiário em função do assassinato do sindicalista Antônio Clênio Cunha Lemos, na sede do SINGASP, nas proximidades do Estádio Municipal, no Centro da cidade; o crime nunca foi esclarecido. O próprio Lemos era acusado de assassinato de dois outros garimpeiros, nas disputas de poder pelo controle do sindicato.
Em 4 de novembro de 2005 é aprovada a lei orgânica municipal.

### Década de 2010

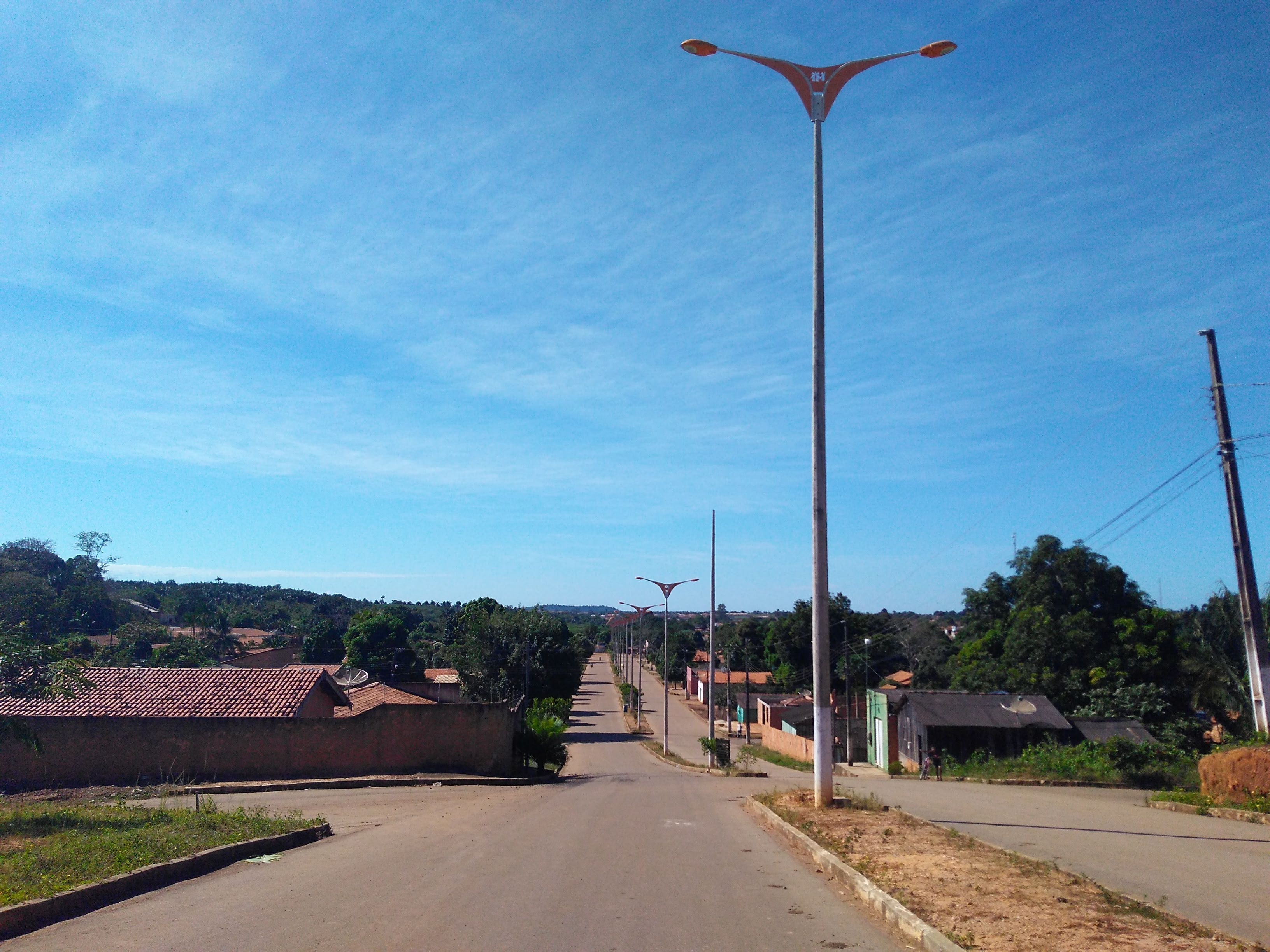
Avenida Presidente Vargas, no bairro Jardim Panorama, em 2018

Desde 2012, quando Curió foi denunciado pelo Ministério Público de Marabá pelos seus crimes durante a ditadura, tornou-se forte o movimento que pede a mudança de nome da cidade, assim como de vários lugares cujo nome homenageia pessoas ligadas à ditadura militar no Brasil. Caso mude sua denominação, o município passaria a se chamar "Serra Leste", a sua denominação mais primitiva.
Devido à recente valorização do ouro no mercado internacional após a Grande Recessão, muitos garimpos até então desativados, passaram a ser reabertos. Entre 2007 e 2014 a empresa de mineração canadense Colossus Minerals Inc. se associou à COOMIGASP, formando a joint venture Serra Pelada Companhia de Desenvolvimento Mineral (SPCDM), que explorou de forma mecanizada o ouro de Serra Pelada. Entretanto, a empresa Colossus declara falência no Canadá e se retira da parceria na empresa SPCDM em 2014. A COOMIGASP passa por seguidas intervenções judiciais ao mesmo tempo. A mina é oficialmente fechada em 2014. As denúncias e as investigações sobre as SPCDM pautam-se sobre desvios de dinheiro, evasão e contrabando de ouro.
Outros projetos minerais reacenderam a economia municipal a partir de 2010, sendo que, o principal destes, é o "Serra Leste", de ferro, que alçou Curionópolis ao quarto lugar em arrecadação de CFEM no Pará, e; o outro projeto, que ainda está em implantação, é o "Cristalino", de exploração de cobre.
Nas eleições municipais em Curionópolis em 2020 pela primeira vez os munícipes elegeram uma mulher para comandar o executivo municipal, sagrando-se campeã Mariana Azevedo de Sousa Marquez (com o nome eleitoral Mariana Chamon), do MDB, vencendo quatro outros candidatos, todos homens. A mesma eleição foi a primeira a eleger duas mulheres para a mesma legislatura.

## Economia
Desde o início das atividades de mineração industrial, esta têm sido a principal vocação econômica de Curionópolis, na medida em que gera empregos formais e receitas com arrecadação de impostos e róialtis ao caixa da prefeitura.

### Agricultura, pecuária e extrativismo
A despeito do peso da mineração industrial, o setor primário ainda é de vital importância para o município, na medida em que gera empregos, arrecadação e supre a municipalidade com itens alimentares e diversos.
As informações da Pesquisa "Produção Agrícola Municipal" de 2015, de responsabilidade do IBGE, apontam que a agricultura de lavoura temporária registrou produção considerável de abacaxi, mandioca e milho, e; a lavoura permanente se concentrou na produção de banana, coco-da-baía, maracujá, goiaba, cajá e abacate. O extrativismo vegetal, embora já quase insipiente, se concentra na extração de castanha-do-brasil e de madeira em tora.
A mesma pesquisa do IBGE apontou que, em 2015, os principais rebanhos pecuários eram os bovinos, os equinos e os galináceos. O rebanho bovino era subdividido animais para corte e leite, sendo que o primeiro era, de longe, o mais numeroso.
A agroindústria estava centrada no beneficiamento mínimo de cinco produtos: leite de vaca, ovos de galinha, mel de abelha e polpas de cajá e goiaba. A produção e beneficiamento do cajá é uma das marcas econômicas locais.
A mineração artesanal, mais conhecida como garimpo, embora já quase extinta, ainda persiste, pautada no ouro e no manganês. O passivo ambiental da atividade foi o principal fator para que a mesma fosse considerada ilegal.

### Indústria e mineração
A indústria em Curionópolis está concentrada na grande mineração industrial ou em atividades a ela correlatas, como peças de reposição para grandes máquinas e tratores.
A mineração industrial, centrada na extração de ferro da mina de Serra Leste, monopolizada pela Vale S.A., é o motor econômico de Curionópolis, principalmente graças à geração de róialtis. Espera-se que com o início da extração do cobre, na mina do Cristalino, o caixa da prefeitura tenha um incremento muito grande de recursos.
A mesma atividade também conta com a extração do ouro na mina da Cutia, na vila de Cutianópolis. A exploração do ouro é feita por sistema de cooperativa, que monopoliza os equipamentos e a extração, dividindo os recursos entre os cooperados.

### Comércio e serviços
O setor de comércio e serviços de Curionópolis orbita em torno de Parauapebas. Sua serventia entretanto, é grande para os munícipes, na medida em que fornece acesso a itens básicos para consumo doméstico e de atividades econômicas menores.
A economia do setor terciário gira também em torno dos serviços públicos, com educação, saúde e assistência social. O principal fato gerador é a massa salarial paga aos servidores.

## Infraestrutura

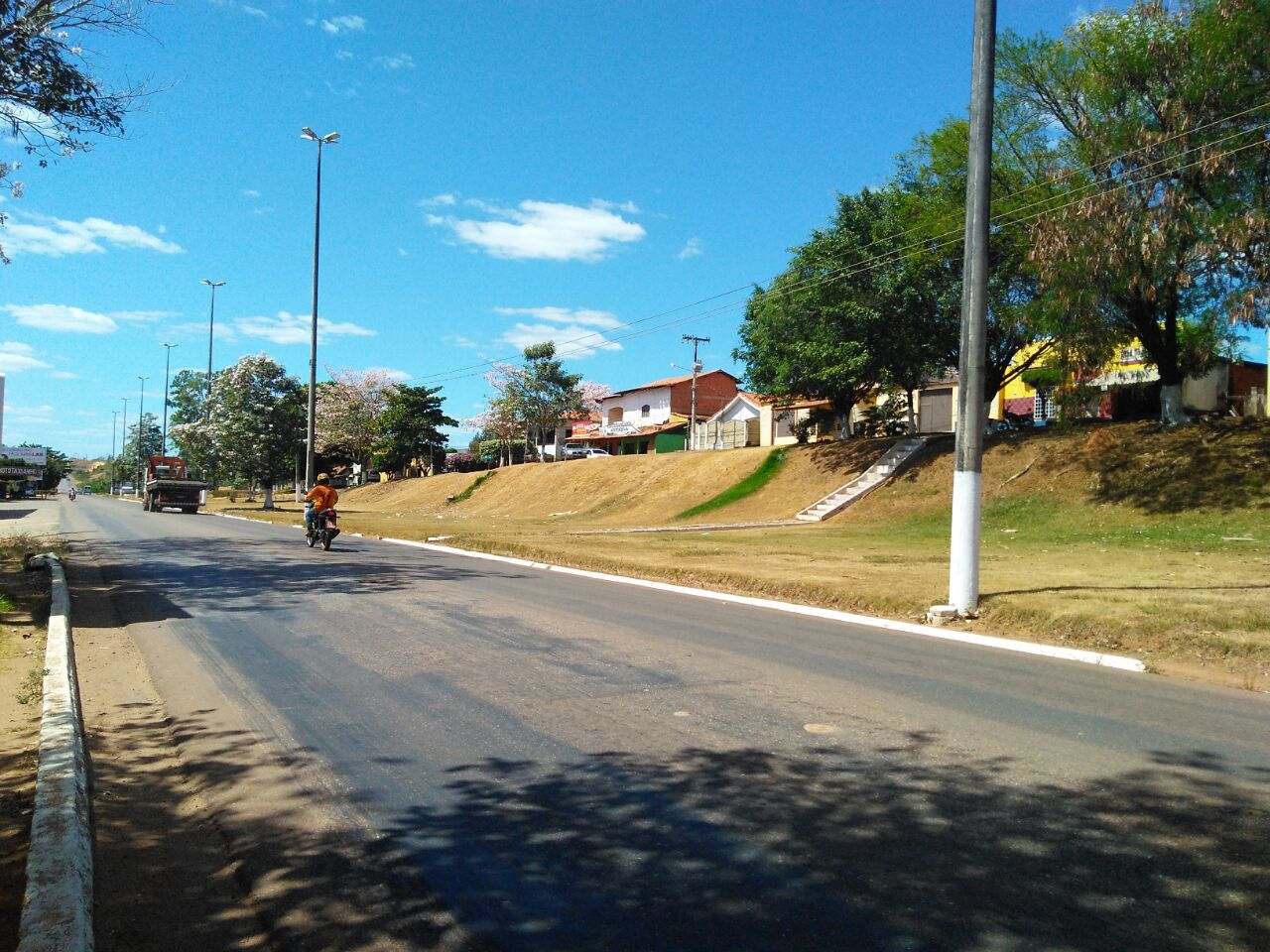
Rodovia PA-275, em 2017, no bairro Da Paz, em Curionópolis.

### Transportes
As principais vias de acesso do do município são as rodovias PA-275, que permitem ligação com Parauapebas e Eldorado do Carajás, e; a PA-160, que corta a extremidade sul de Curionópolis.
A principal estrada vicinal é a PA Serra Grande Sereno, que dá acesso ao distrito de Serra Pelada. Há também as importantes vicinais PA Alto Bonito, Cutia e Coração do Brasil.
Embora cerca de 5 km da Estrada de Ferro Carajás (EF-315) atravesse a extremidade norte do município, na região do Rio Surpresa, não há nenhuma estação de passageiros ou cargas em Curionópolis.

### Ruas e avenidas
Os principais logradouros da sede municipal são as Avenidas Brasil e Governador Carlos Santos, além das Ruas Tucupi (centro comercial), Açaí e Samaúma. As Avenidas Pará, Maranhão, Minas Gerais e Presidente Vargas também têm importância relativa.

### Saúde e morbidade
Em 2020, Curionópolis dispunha de um hospital para atender a população, sendo o estabelecimento público Hospital e Maternidade Municipal Elcione Barbalho (HMMEB), localizado na sede. Já a Serra Pelada possuía a UBS Santa Casa da Misericórdia (anteriormente era um hospital) e o Posto de Saúde Nossa Senhora Aparecida (ao lado da paróquia da vila). Em todo o município existem diversas clínicas, centros, unidades e postos de saúde.
As morbidades mais relevantes registradas vão desde à leishmaniose, até alta incidência de hanseníase e DST's.
Cabe destacar que a Serra Pelada sofre com altos índices de contaminação de mercúrio e outros metais pesados, resquícios do garimpo artesanal. O consumo de peixes e vegetais irrigados com a água dos depósitos de rejeitos de mineração é a principal fonte dessa contaminação.

## Cultura e lazer
Em aspectos culturais, Curionópolis compartilha a mesma formação dos municípios vizinhos onde, em virtude das sucessivas ondas migratórias, houve uma miscigenação e hibridização de costumes, manifestações, práticas, que constituem um perfil único ali registrado.
Já no lazer, o município é muito carente de áreas do tipo.

### Manifestações culturais

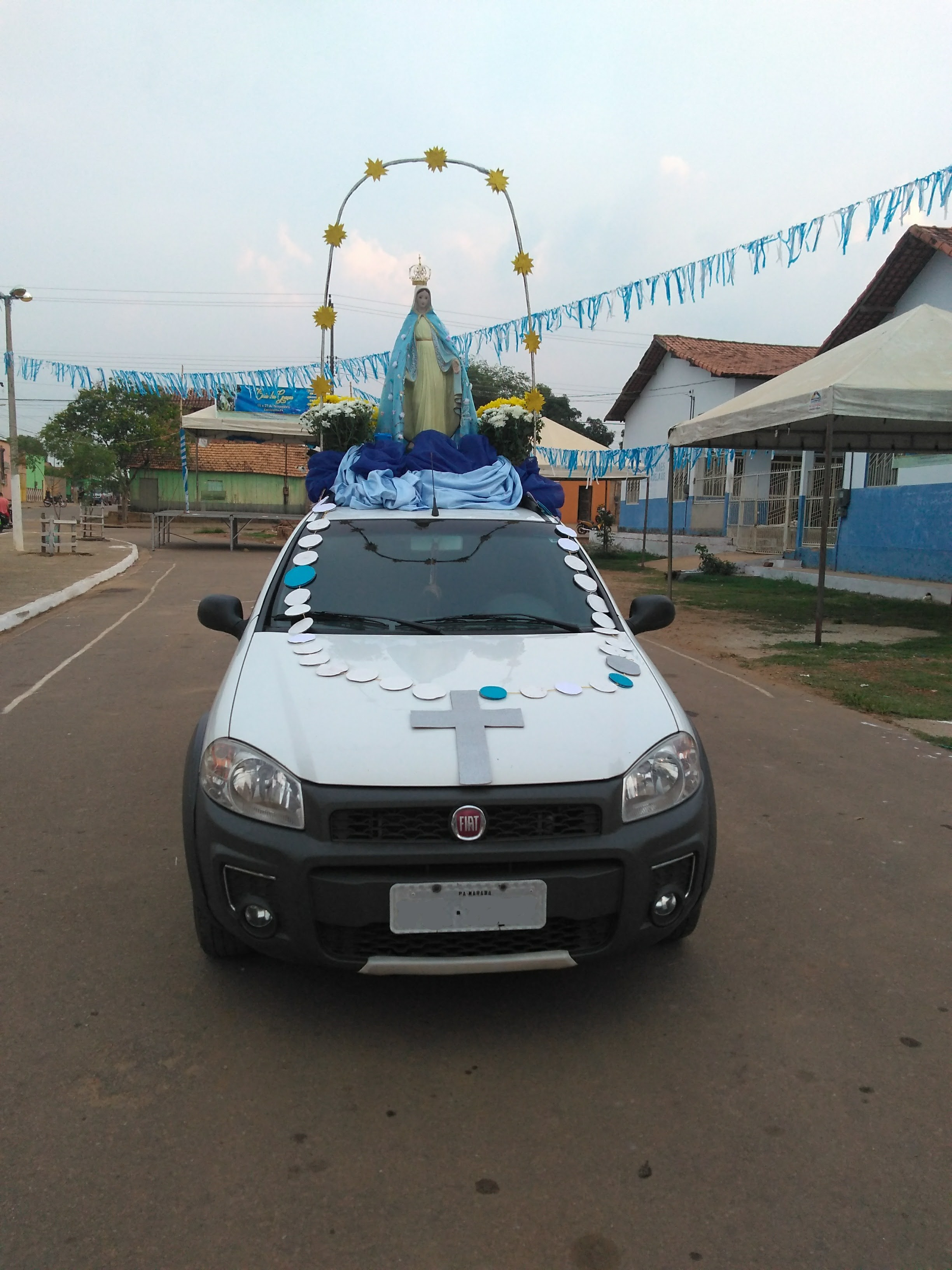
Imagem de Nossa Senhora das Graças, em 2017, nos momentos prévios do 13º Círio das Graças em Curionópolis

A principal manifestação cultural do município é o festejo de Nossa Senhora das Graças, a padroeira do município. Durante 10 dias, no mês de novembro, são realizadas celebrações, novenas, carreata, missa sertaneja, passeio ciclístico "Pedalando com Maria", Círio das Crianças e shows católicos, finalizando com o Círio das Graças, em 27 de novembro.
Outra festividade religiosa muito conhecida é a Procissão da Irmã Adelaide, realizada todos os anos, no dia 14 de maio, percorrendo a PA-275, entre Curionópolis e Eldorado. A religiosa católica Irmã Adelaide Molinari foi assassinada em 14 de abril de 1985, por pistoleiros, por engano, no Terminal Rodoviário de Eldorado do Carajás, enquanto aguardava o ônibus para retornar ao seu local de trabalho em Curionópolis. O alvo era Arnaldo Dolcídio Ferreira, delegado do Sindicato dos Trabalhadores Rurais de Marabá, que conversava com a Irmã Molinari no momento do crime. Irmã Adelaide é tratada como santa em Curionópolis, lembrada principalmente por seu trabalho em defesa e socorro aos pobres e desamparados.
Há também a procissão de Nossa Senhora Aparecida de Serra Pelada, comemorada todo dia 30 de março; a mesma é a padroeira do distrito.
Outras festividades populares importantes são o Carnaval, as Festas Juninas, a Cavalgada de Curionópolis e da Serra Pelada e a Festa do Cajá.

### Lazer
As principais áreas de lazer histórico, arquitetônico e natural são:
- Distrito de Serra Pelada: área de interesse histórico, porém pouco preservada;
- Praça da República (ou do Bida): área de lazer, às margens da PA-275;
- Praça da Juventude de Curionópolis: local público para prática esportiva;
- Praça da Juventude de Serra Pelada: local público para prática esportiva;
- Igreja Matriz de Nossa Senhora das Graças: principal templo católico da cidade;
- Primeira Igreja Batista de Curionópolis: principal templo batista da cidade;
- Teatro Municipal de Curionópolis: espaço de manifestações culturais e de eventos;
- Corredeiras do Sereno: utilizada pela população como áreas de lazer e contemplação natural.

### Esportes
A principal prática esportiva curionopolense é o futebol. É realizado somente de forma amadora ou recreativa, não havendo nenhuma equipe profissional que joga em campeonatos estaduais ou regionais.
Outro esporte muito praticado é o motocross, onde há, inclusive, etapas regionais de competição.